# Polyrhachis clio
Polyrhachis clio é uma espécie de formiga do gênero Polyrhachis, pertencente à subfamília Formicinae.